# Ricardo Martinelli
Ricardo Alberto Martinelli Berrocal (ur. 11 marca 1952 w Panamie) – panamski polityk i biznesmen, minister ds. Kanału Panamskiego (1998–2003). Prezydent Panamy od 1 lipca 2009 do 30 czerwca 2014.

## Życie prywatne
Ricardo Martinelli jest synem Ricarda Martinelli Pardiniego oraz Glorii Berrocal. Ukończył szkołę średnią w Staunton Military Academy w Staunton w stanie Wirginia w USA, a następnie studia magisterskie w dziedzinie marketingu i administracji biznesowej na Uniwersytecie Arkansas w USA oraz studia MBA w INCAE Business School w San José w Kostaryce. Martinelli jest żonaty z Martą Linares, ma troje dzieci.
Po studiach pracował przez pewien czas w Citibank w Panamie. Następnie rozpoczął własną działalność w biznesie. Założył i został właścicielem Importadora Ricamar S.A., właściciela największej panamskiej sieci supermarketów Súper 99 (i jednocześnie największej firmy prywatnej w kraju) oraz kilku innych mniejszych spółek.

## Kariera polityczna
W czasie prezydentury Ernesta Pérez Balladaresa (1994-1999), Ricardo Martinelli od września 1994 do lipca 1996 zajmował stanowisko dyrektora służby socjalnej. 20 maja 1998 założył własną partię polityczną, Demokratyczna Zmiana (Cambio Democrático), zostając także jej liderem.
W czasie prezydentury Mireyi Moscoso (1999-2004), od września 1999 do stycznia 2003 pełnił funkcję przewodniczącego rady dyrektorów Kanału Panamskiego oraz ministra do spraw kanału. W maju 2004 wystartował w wyborach prezydenckich jako kandydat partii Demokratyczna Zmiana i zajął czwarte miejsce z wynikiem 5,3% głosów.
W październiku 2004 Martinelli założył Fundación Ricardo Martinelli, której jest głównym darczyńcą i która przekazała ponad 5 tysięcy stypendiów biednym uczniom, osiągającym najlepsze wyniki w nauce.

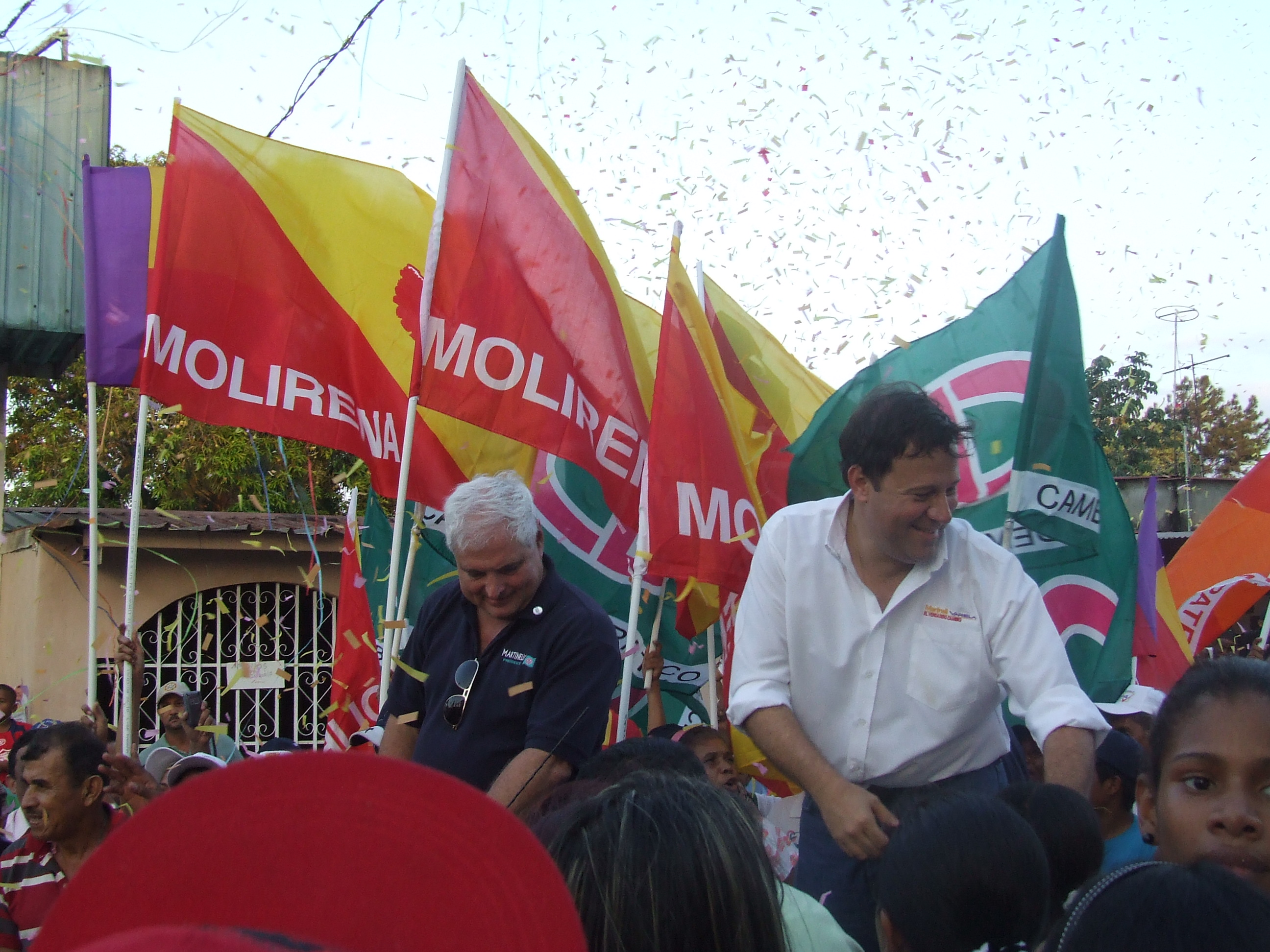
Ricardo Martinelli i Juan Carlos Varela (z prawej) w czasie kampanii wyborczej w 2009

Ricardo Martinelli był liderem opozycji przeciw rządowi prezydenta Martína Torrijosa. W 2008 ogłosił swój udział w wyborach prezydenckich w maju 2009. W lutym 2009 doprowadził do zjednoczenia opozycji w walce wyborczej przeciw rządzącej Rewolucyjnej Partii Demokratycznej (PRD). Z wyścigu prezydenckiego zrezygnował wówczas Juan Carlos Varela z Partido Panameñista, udzielając poparcia Martinelliemu i zostając kandydatem na urząd wiceprezydenta u jego boku.
W czasie swej kampanii wyborczej, na którą z własnych środków wydał 35 mln USD, obiecywał walkę z korupcją polityczną i przestępczością zorganizowaną. Jego hasło wyborcze brzmiało: „Prawdziwe zmiany”. W ostatnich sondażach przewdyborczych był zdecydowanym faworytem wyborów.
W wyborach prezydenckich 3 maja 2009 Martinelli pokonał kandydatkę rządzącej, lewicowej Rewolucyjnej Partii Demokratycznej (PRD), Balbinę Herrerę, zdobywając niecałe 61% głosów poparacia. W swoim zwycięskim przemówieniu zapowiedział „zmianę kraju, tak by dysponował dobrym systemem opieki zdrowotnej, dobrą edukacją, dobrym systemem transportowym oraz dobrym systemem bezpieczeństwa”. Stwierdził, iż nie można kontynuować sytuacji, że 40% Panamczyków żyje w biedzie.

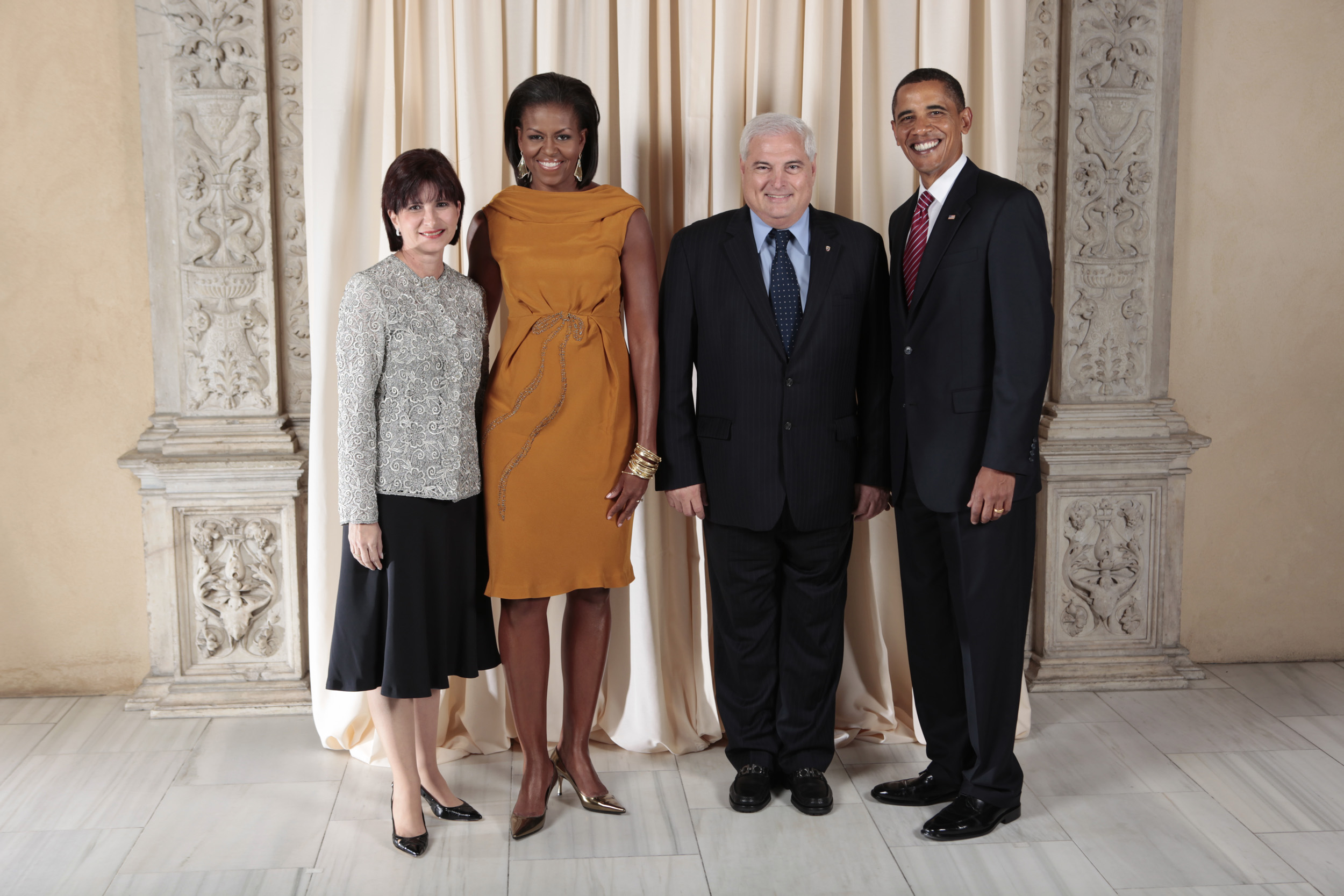
Prezydent Martinelli z prezydentem Barackiem Obamą i jego małżonką, 2009

1 lipca 2009 Ricardo Martinelli został zaprzysiężony na stanowisku prezydenta. W swoim pierwszym przemówieniu zobowiązał się do kontynuowania walki z handlem narkotyków w regionie oraz do wzmocnienia bezpieczeństwa w kraju. Zapowiedział zmniejszenie rządowego budżetu, lecz jednocześnie podwyżki dla pracowników sektora publicznego.
Ricardo Martinelli został skazany w 2024 roku na dziesięć lat więzienia za sprzeniewierzenie środków publicznych i pranie brudnych pieniędzy, co uniemożliwiło mu start w wyborach prezydenckich w maju tegoż roku. Nikaraguańskie ministerstwo spraw zagranicznych ogłosiło, że udzieliło Martinelliemu azylu w swojej ambasadzie w Panamie oraz wezwało panamski rząd do zezwolenia na jego wyjazd do Nikaragui.

## Odznaczenia
- Krzyż Wielki ze Złotą Gwiazdą Orderu Joségo Cecilio del Valle (2013, Honduras)[11]
- Wielki Łańcuch Orderu Infanta Henryka (2013, Portugalia)[12]
- Wielka Wstęga Orderu Lśniącego Jadeitu (2010, Republika Chińska)[13]
- Krzyż Wielki Orderu Sacro Militare Costantiniano di San Giorgio